# Telschow-Weitgendorf

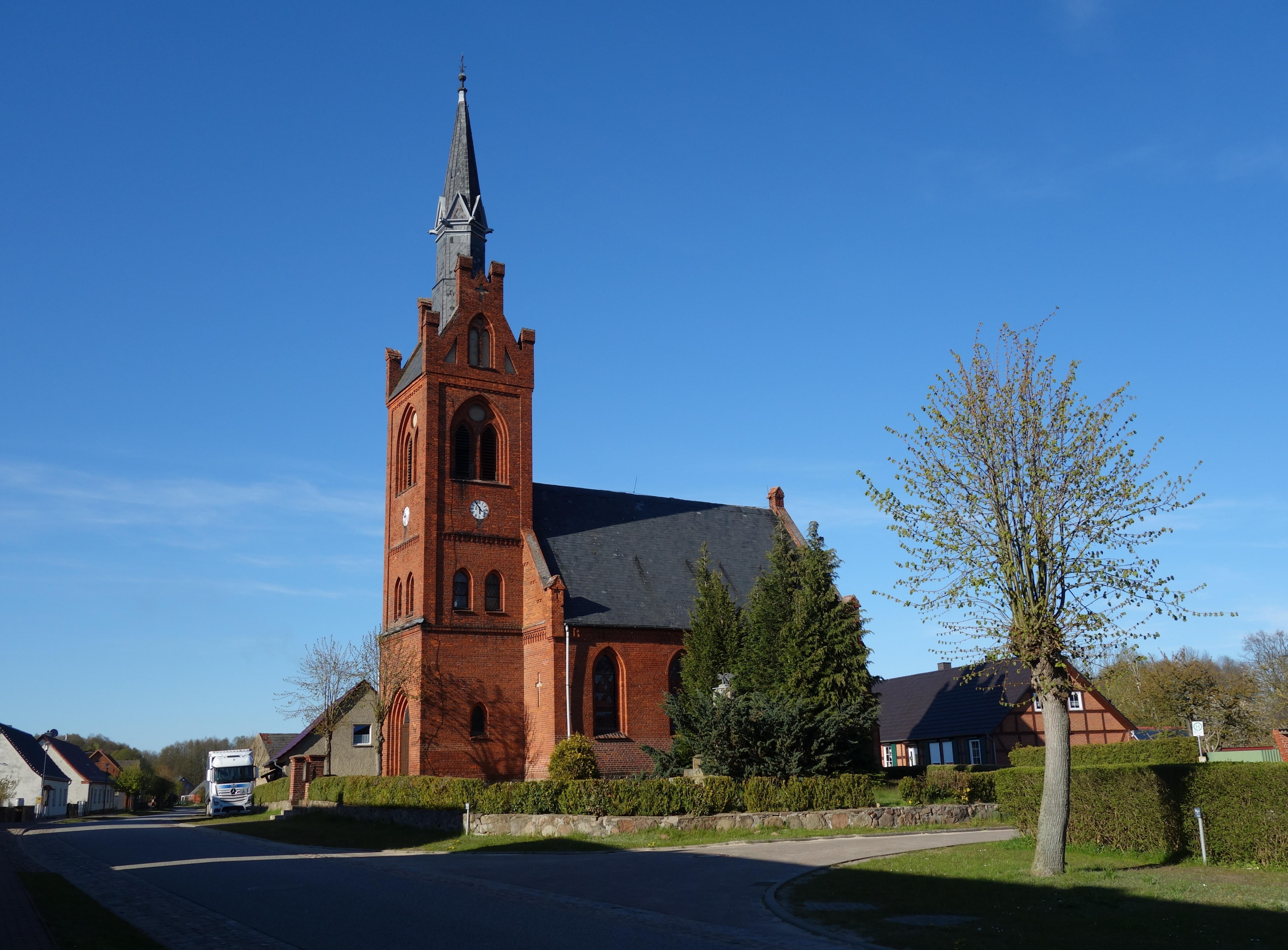
Dorfkirche Telschow (2017)

Telschow-Weitgendorf ist ein Ortsteil der Stadt Putlitz im Landkreis Prignitz in Brandenburg. Er besteht aus den bewohnten Gemeindeteilen Telschow und Weitgendorf und dem Wohnplatz Weitgendorf-Ausbau. Der Ort liegt nordöstlich der Kernstadt Putlitz an der Stepenitz, einem rechten Nebenfluss der Elbe. Telschow liegt nördlich der A 24, Weitgendorf liegt südlich davon.

## Geschichte

### Eingemeindungen
Am 31. Dezember 2001 wurde Telschow-Weitgendorf in die Stadt Putlitz eingemeindet.

## Sehenswürdigkeiten
- In der Liste der Baudenkmale in Putlitz sind für Telschow-Weitgendorf fünf Baudenkmale aufgeführt, darunter die Dorfkirche Telschow.